# أراخوفا
أراكوفا (Αράχοβα) هي مدينة في فويوتيا في مقاطعة كينتريكي إلادا في اليونان.
يبلغ عدد سكانها حوالي 4000 نسمة.

## معرض صور

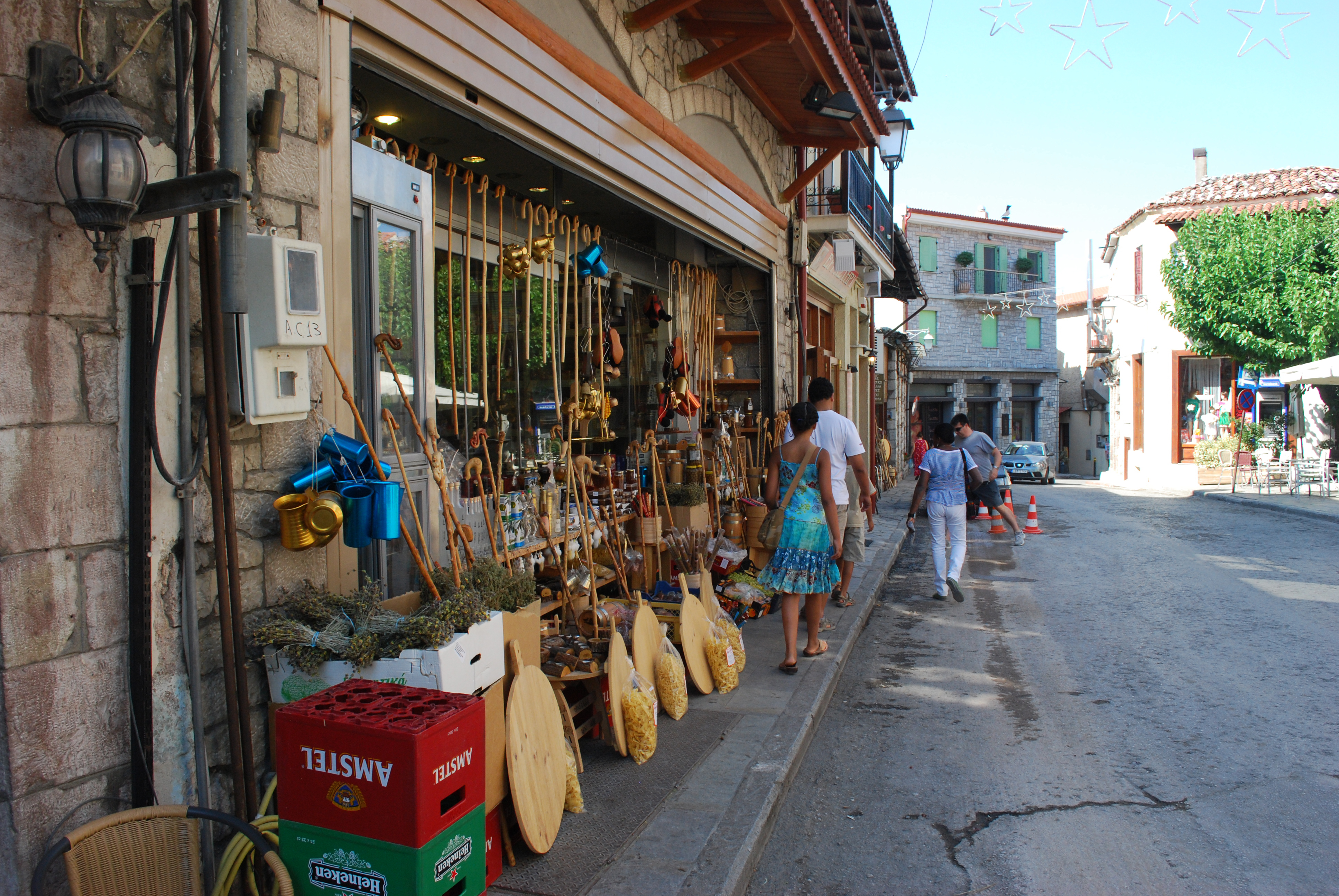
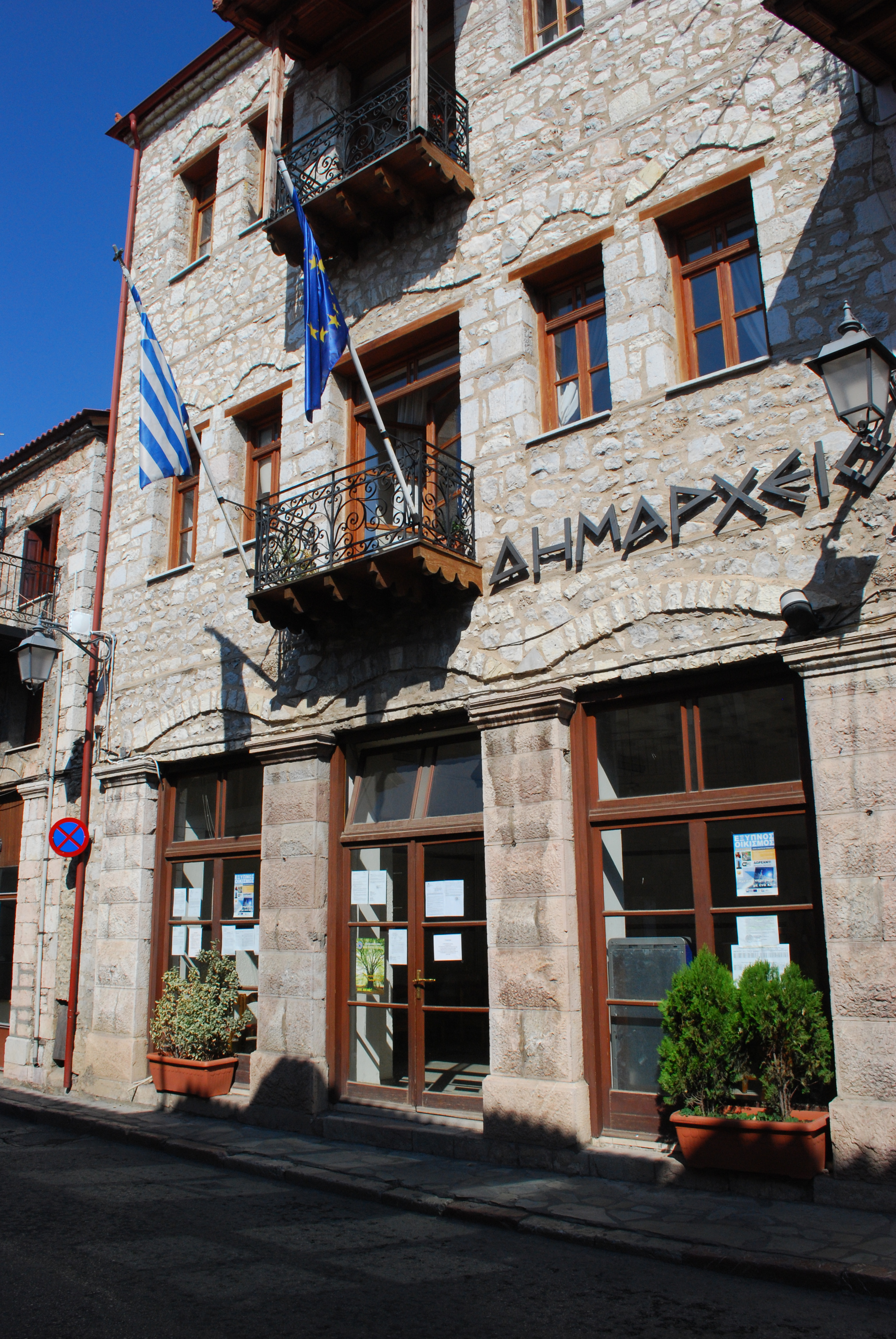
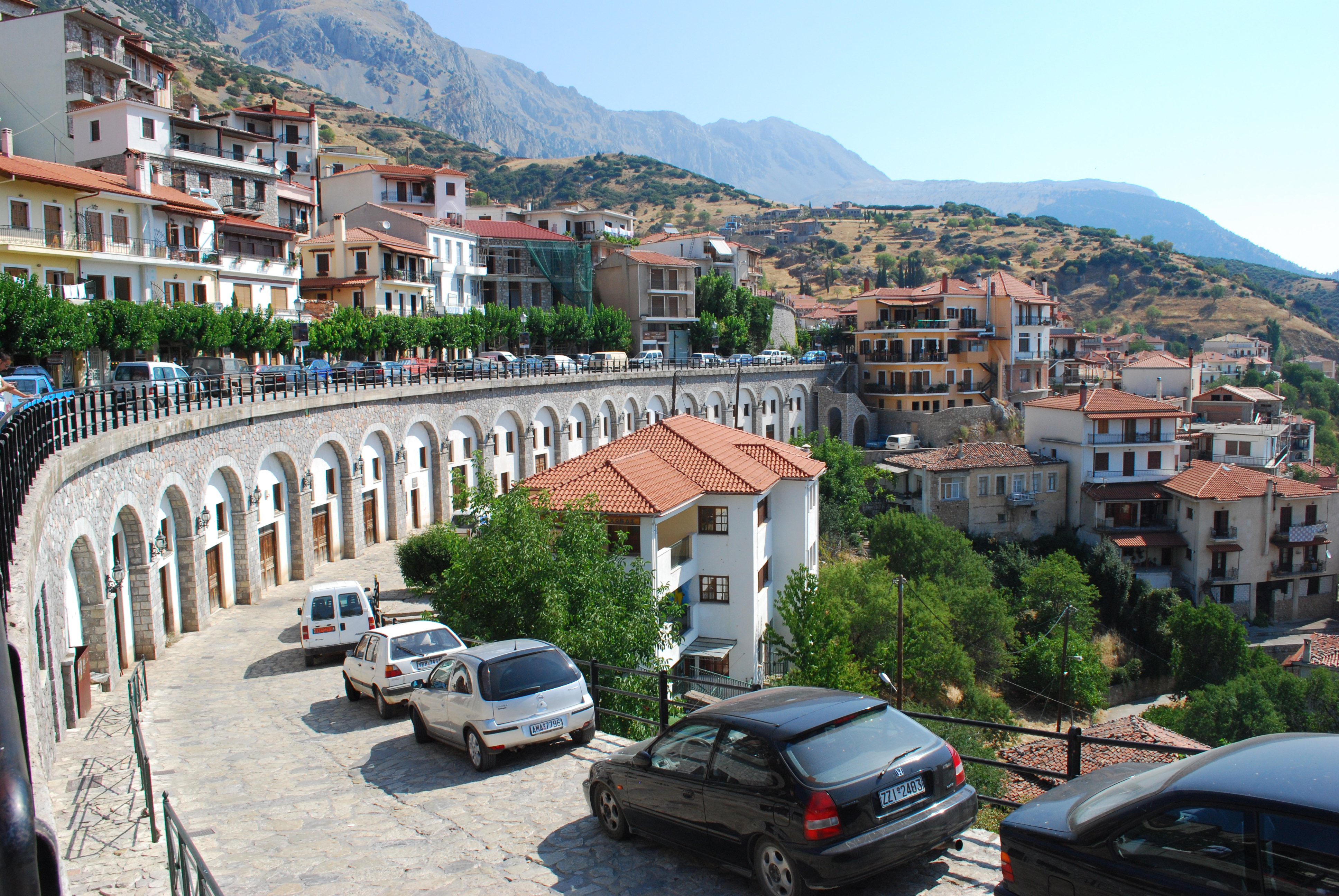